# Collegium Iuridicum Katolickiego Uniwersytetu Lubelskiego Jana Pawła II

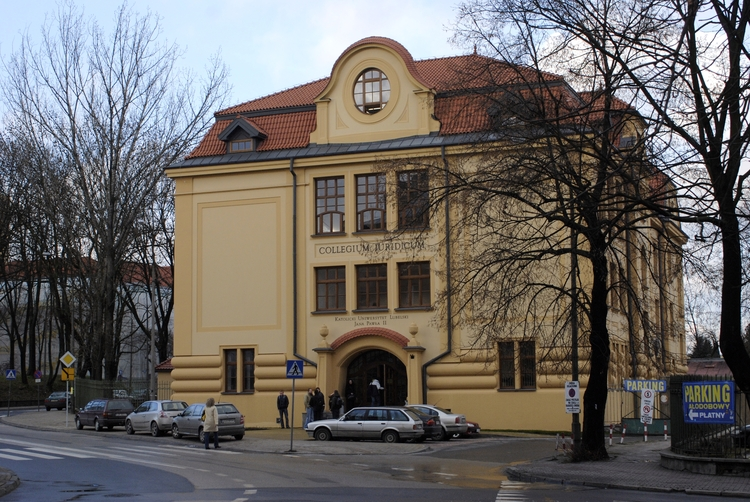
Gmach Collegium Iuridicum KUL (widok obecny)

Collegium Iuridicum Katolickiego Uniwersytetu Lubelskiego Jana Pawła II – budynek znajdujący się w Lublinie przy ul. Spokojnej 1 należący do Wydziału Prawa, Prawa Kanonicznego i Administracji KUL, pozyskany od Akademii Medycznej, pierwotnie siedziba tzw. „Szkoły Lubelskiej”.

## Historia gmachu
W 1906 powołano w Lublinie do życia „Szkołę Lubelską”. Placówka wynajmowała różne budynki, by móc normalnie funkcjonować. Wreszcie podjęto decyzję o budowie własnego gmachu i w 1910 rozpoczęła się budowa zakończona już w 1911. Tak szybki postęp prac był możliwy dzięki ofiarności darczyńców (byli wśród nich m.in. Stanisław Wessel, Karolina Grabowska, Alojzy Kuczyński, Teofil Ciświcki, Kasa Przemysłowców Lubelskich, cukrownia Poturzyn).
Ulica, przy której mieści się gmach, pierwotnie nosiła nazwę Powiatowa 11, następnie Bronisława Pierackiego 11, obecnie Spokojna 1.
W okresie II wojny światowej w gmachu mieścił się sztab akcji „Reinhardt” mającej na celu wymordowanie ludności żydowskiej w Generalnym Gubernatorstwie.
„Szkoła Lubelska” mieściła się we własnym gmachu do likwidacji w 1948. Następnie budynek użytkowała Akademia Medyczna. Obecnie należy do KUL.